# Konasagar, Yelbarga
Konasagar là một làng thuộc tehsil Yelbarga, huyện Koppal, bang Karnataka, Ấn Độ.